# Primera Guerra Guatemalteca-Salvadoreña
La Primera Guerra Guatemalteca-Salvadoreña fue un conflicto bélico entre Guatemala y El Salvador; se inició en Guatemala el 26 de febrero de 1863 y finalizó el 20 de octubre de 1863, debido a la rivalidad entre conservadores y liberales.

## Antecedentes
La rivalidad entre los caudillos Carrera y Barrios se extiende desde antes de la década de 1860 o siquiera la década antepasada, la rivalidad se remonta a los días de cuando Francisco Morazán era caudillo de toda Centroamérica, contra él y contra Mariano Gálvez fue que Carrera se levantó en 1837 e hizo una promesa de no perdonar a Morazán ni en la tumba ya que este había mandado a fusilar al suegro de don Rafael y colocó su cabeza en una pica. Don Gerardo era el completo opuesto a Carrera, pues fue un morazanista que sirvió fielmente bajo el mando de este jefe desde los 14 años en la Batalla de la Hacienda El Gualcho hasta su muerte en 1842.
Carrera y Barrios tenían muchas diferencias entre ellas las principales eran que Carrera era un independista guatemalteco y Barrios un fiero defensor de la unión centroamericana a la cual quería ver renacer lo más pronto posible; con respecto al tema de la Iglesia y el Estado, Barrios había separado en un Concordato con el Papa mientras Carrera quería a los dos unidos y tantas diferencias más que no pueden ser contadas.
Don Rafael veía al jefe salvadoreño como una amenaza y una noche de 1862 mientras estaba en un estado de ebriedad le reveló a sus subalternos sus planes para invadir El Salvador y derrocar a don Gerardo.

## Primera invasión y la batalla de Coatepeque
En 1863 Carrera cruzó el río Paz y tomó y saqueó las ciudades de Ahuachapán, Chalchuapa y Santa Ana; pero su campaña paró de golpe cuando llegó al pueblo de Coatepeque donde estaba acantonado Gerardo Barrios con su ejército de 4000 soldados y su guardia de honor.
Desde el 22 de febrero hasta el 24 de febrero se desataron una serie de reñidos combates entre el pueblo y el cerro San Pedro Malakoff en los que fueron horriblemente derrotados los invasores dejando más de 900 muertos y 1500 heridos de su bando así como gran parte de su tren de guerra y muchos de los suyos quienes fueron hechos prisioneros.
Carrera y su ejército tuvieron que retirarse de vuelta a Guatemala con una tropa de caballería salvadoreña al mando de Santiago González persiguiéndolos hasta llegar a Jutiapa.

## Segunda invasión, la deserción de González y el asedio de Santa Ana
Cuando terminó la batalla de Coatepeque y Carrera se retiró a Guatemala las operaciones ofensivas cesaron y ambos lados se enfocaron en reforzar sus posiciones, los guatemaltecos en sanar su derrotado ejército y los salvadoreños en fortificar sus ciudades y guarniciones para que no fueran sorprendidos otra vez.
Encomendado a la defensa de la plaza de Santa Ana estaba el general José Trinidad Cabañas, también exsoldado morazánico como Barrios y su gran amigo además de ser su cuñado, otro jefe de la guarnición santaneca era Santiago González que tenía sus propias ambiciones presidenciales y aprovechó para sublevarse y tratar de hacer que todos los más de 5000 hombres del ejército desertaran junto a él, pero Cabañas y todos los comandantes de la tropa excepto Pedro Escalón y Antonio Chico salieron de la ciudad con sus 3800 soldados dejando solo 1200 y el batallón Santa Ana al mando de González.
En los siguientes días González mandó varios emisarios a Carrera, ofreciéndole que unieran fuerzas a cambio de que se le reconociera como presidente de El Salvador, pero todas sus ofertas fueron rechazadas y Carrera le advirtió que se debía unir a él y reconocer a Francisco Dueñas como presidente o sería sometido a la fuerza.
El 3 de julio las fuerzas de Carrera empezaron a avanzar sobre Santa Ana y la situación de González empeoró cuando el batallón Santa Ana y su comandante el gobernador Teodoro Moreno desertaron así como 500 de sus propios hombres, dejándolo solo con 700 para defender la ciudad. Para la madrugada del 4 de julio las tropas salvadoreñas habían evacuado la plaza dejando muchos heridos y gran parte de su tren de guerra atrás. Poco después González juró lealtad a Dueñas junto a Antonio Chico y se unieron al ejército de Carrera.

## Sitio de San Salvador
El general Carrera Inicia su avance hacia San Salvador.la guerra fue larga,Sangrienta y Penosa;finalmente,Sintiendo Barrios imposibilidad para seguir resintiendo el asedio al que lo sometía Carrera Opto por fugarse de la ciudad el 26 de octubre de 1863, habiéndose embarcado en la Unión. Los Vecinos,las Municipalidades y la Iglesia, dieron gracias a Carrera,Mandaron acuñar una medalla de reconocimiento para el general guatemalteco Rafael Carrera. La bandera de Guatemala fue izada sobre el asta del palacio de gobierno de El Salvador.  

## Años después de la guerra
Rafael Carrera moriría en 1865. Cuando se enteraron de esto José Trinidad Cabañas y Gerardo Barrios trataron de rebelarse en contra de Francisco Dueñas pero fallaron y a Barrios se le capturó y se le ejecutó por un pelotón de fusilamiento. Murió rezando el padre nuestro.
Dueñas fue presidente hasta 1871 cuando fue derrocado por Santiago González con ayuda del presidente Hondureño, José María Medina.